# Johnny Kerr
John Graham “Johnny” “Red” Kerr (ur. 17 lipca 1932 w Chicago, zm. 26 lutego 2009) – amerykański koszykarz, występujący na pozycjach skrzydłowego oraz środkowego, późniejszy trener koszykarski, mistrz NBA, uczestnik spotkań gwiazd, Trener Roku NBA.
Ustanowił rekord NBA występując w 844 spotkaniach z rzędu, w latach 1954 do 1965. Wynik ten został poprawiony dopiero w 1983 roku przez Randy'ego Smitha.
Przez kilka dekad pracował jako spiker radiowy oraz telewizyjny spotkań Chicago Bulls.

## Osiągnięcia
NCAA
- Mistrz Konferencji Big Ten (1952)[3]
- Zaliczony do:
  - III składu All-American (1954)[4][5]
  - I składu:
    - turnieju NCAA Final Four (1952)[6]
    - Big Ten (1954)[6]

  - II składu Big Ten (1952, 1953)[6]
  - Honorable-Mention All-American (1952, 1953)[6]
  - składu stulecia University of Illinois - University of Illinois Unveils Basketball All-Century Team (2004)[6]
- MVP Konferencji Big Ten (1954)[4]

NBA
- Mistrz NBA (1955)[1]
- Uczestnik meczu gwiazd:
  - NBA (1956, 1959, 1963)[2]
  - Legend NBA (1984, 1985)[7]

Trenerskie
- Trener Roku NBA (1967)[3]
- Laureat nagrody John W. Bunn Lifetime Achievement Award (2009)[8]
- Trener drużyny Zachodu podczas meczu gwiazd Legend NBA (1986, 1988)[7]